# Lois Tilton
Lois Tilton es una escritora de ciencia ficción, fantasía, historia alternativa y terror. Ganó el premio Sidewise de historia alternativa en la categoría de formato corto por su historia "Pericles, el Tirano" en 2006. En 2005, su historia, "La guerra de los gladiadores", fue nominada al premio Nebula a la mejor novela . También ha escrito varias novelas sobre vampiros y novelas en los universos de Babylon 5 y Deep Space Nine.
Fue revisora de ficción breve para el sitio web Locus Online desde marzo de 2010 hasta enero de 2016. Anteriormente, revisó ficción corta para The Internet Review of Science Fiction .

## Novelas
- Vampire Winter (1990)
- Darkness on the Ice (1993)
- Written in Venom (2000)
- Darkspawn (2000)

### Novelas de Star Trek
- Betrayal (1994)

### Novelas de Babylon 5
- Babylon 5: Accusations (1995)

## Cuentos
- The Craft of War (1998) (recogida en la antología Alternate Generals de Harry Turtledove)